# Géologie de Vénus

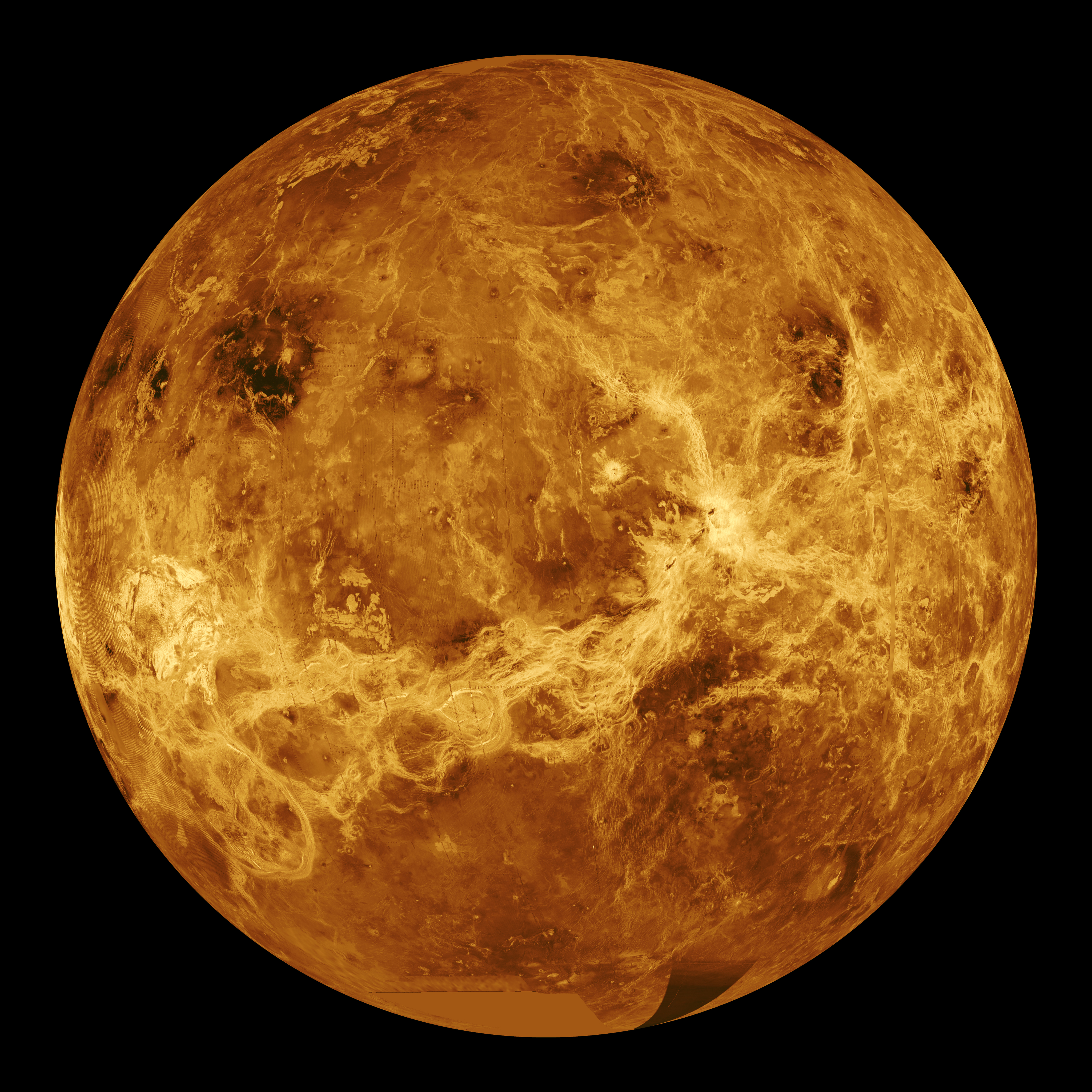
Image radar de la surface de Vénus, centrée à 180 degrés Est de longitude

Vénus est une planète dont la surface est essentiellement recouverte de plaines et de bassins ainsi que de deux chaînes montagneuses majeures. Les cratères sur Vénus sont assez peu nombreux comparativement aux autres planètes du système solaire. Le nombre de cratères sur la planète s'élève à un millier environ, ce qui est caractéristique d'un sol relativement jeune.

## Les techniques pour connaître la géologie de Vénus
Vénus est une planète dont les caractéristiques de surface sont dissimulées par l'atmosphère. La plus grande partie de ce qui est connu à propos de sa surface provient des observations radar, principalement des images envoyées par la sonde Magellan entre août 1990 et la fin de son sixième cycle orbital en septembre 1994 . 98 % de la surface de la planète a été cartographiée , et 22 % en images stéréoscopiques à trois dimensions .

## Données géologiques avant Magellan
Au début des années 1940, on dispose de très peu d'informations sur la planète Vénus du fait de la couverture nuageuse qui fait pratiquement obstacle à toute observation par des télescopes optiques.

## La sonde Magellan

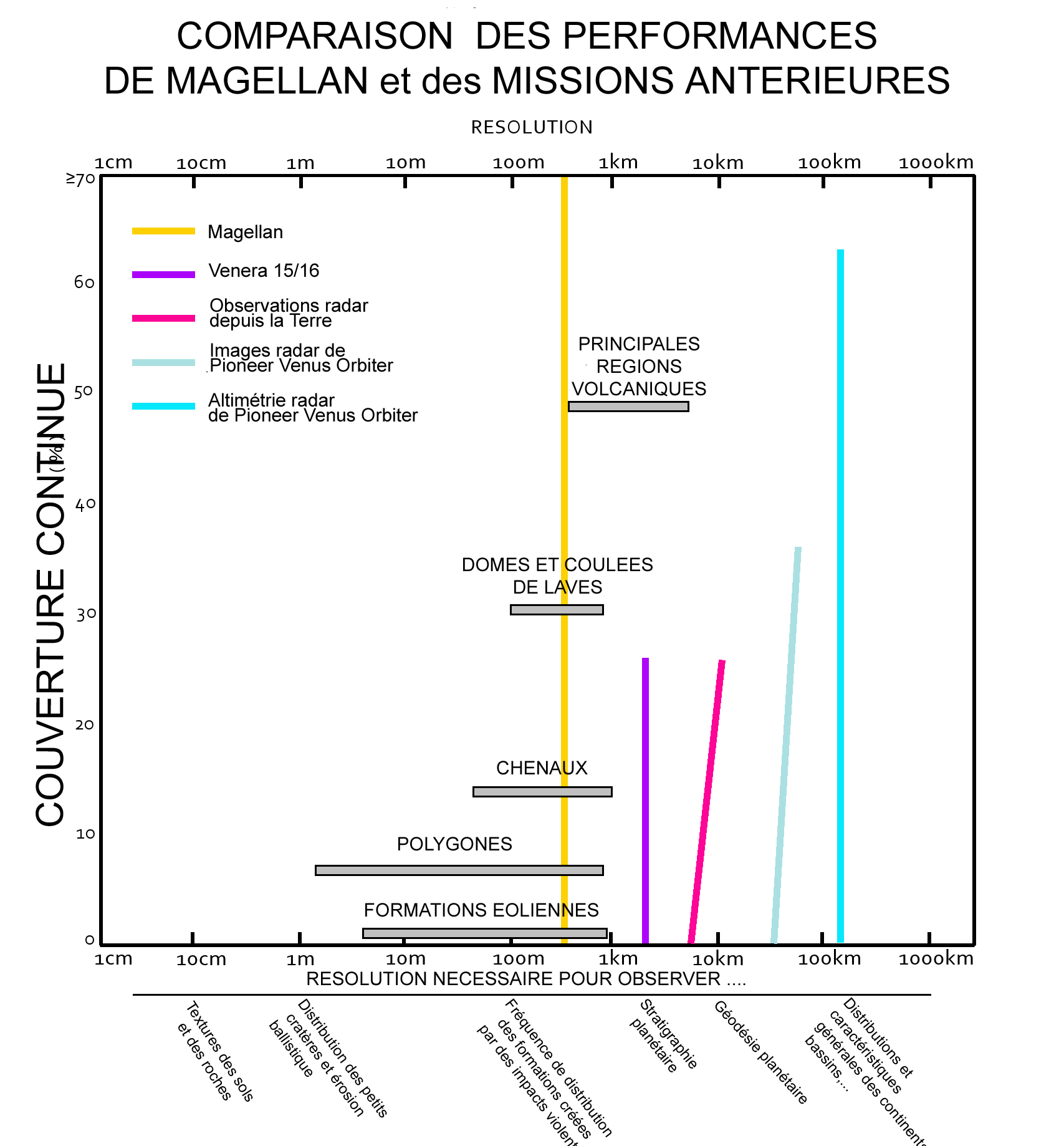
Comparaison des performances de Magellan (taux de couverture, résolution) par rapport aux missions qui l'ont précédé et aux observations effectuées depuis la Terre.

La mission a permis d'établir une carte relativement détaillée de Vénus qui constitue encore en 2011 la représentation la plus précise de la surface de la planète. L'étude des images à haute résolution a fourni des éléments permettant de comprendre l'incidence respective des impacts de météorites, du volcanisme et de la tectonique sur la formation des structures de surface de Vénus. La surface de Vénus est essentiellement recouverte de matériaux produits par le volcanisme : les vastes plaines de lave, les champs de petits dômes de lave et les grands volcans boucliers sont communs. Il y a peu de cratères d'impact ce qui suggère que les structures de surface sont d'un point de vue géologique récentes (moins de 800 millions d'années). La présence de chenaux de lave de 6 000 km de long est sans doute due à des écoulements de lave d'une viscosité extrêmement faible produite en grand volume. Les grands dômes volcaniques en forme de galette suggèrent la présence d'une lave produite par l'évolution à grande échelle des roches de la croûte. On ne retrouve pas à la surface de Vénus les signes indicateurs de la tectonique des plaques terrestre : dérive des continents et zones de divergence. La tectonique de Vénus est dominée par un système de zones de failles globales et de nombreuses structures de grande taille en forme de dôme baptisées couronnes et créées par le soulèvement et l'affaissement du magma sous le manteau. Bien que Vénus ait une atmosphère dense, les structures de surface ne présentent aucun signe d'érosion éolienne et les transports de sable et de poussière semblent limités. 

### Galerie

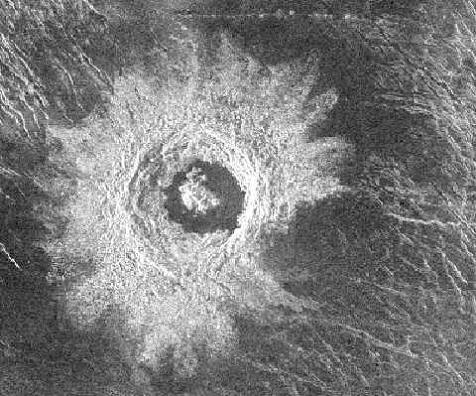
Golubkina, gigantesque volcan d'une trentaine de km de diamètre ou cratère de 34 km creusé par une météorite ?
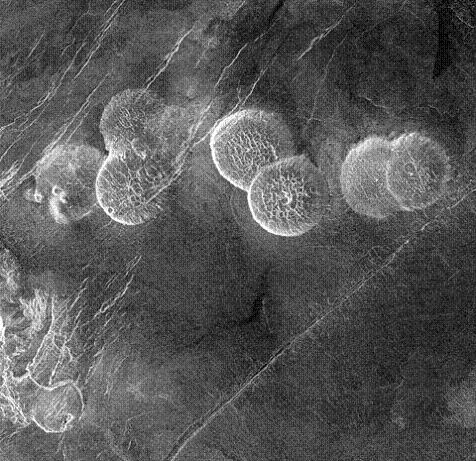
Une série de volcans (collines Domical de Alpha Regio) en forme de crêpes de 25 km de diamètre et de 750 m de hauteur.
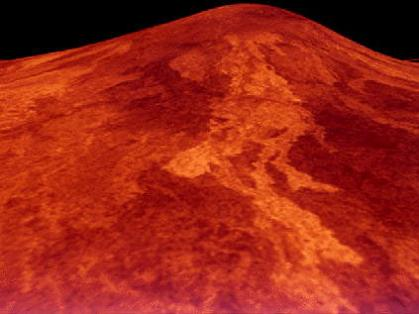
Un volcan en activité, le volcan « Sif Mons ».
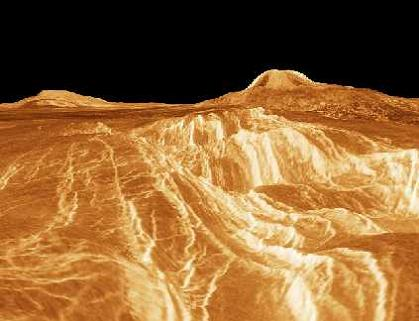
Le relief aux environs d'Eistla Regio.

## Topographie

### Toponymie
Article détaillé : Liste des formations géologiques de Vénus
Les montagnes vénusiennes portent toutes des noms de déesses de diverses mythologies, sauf les Maxwell Montes. Les autres structures géologiques sont dénommées d'après des thèmes semblables, ainsi que des noms de femmes célèbres ou des prénoms féminins usuels.
| Nom              | Description                                        | Toponymie                                                   |
| ---------------- | -------------------------------------------------- | ----------------------------------------------------------- |
| Cavus            | Cuvette                                            | Noms d'albedo                                               |
| Chaos            | Surface chaotique                                  | Noms d’albédo, sauf exception                               |
| Chasma           | Vallée profonde                                    | Déesses de la chasse, de la Lune ou de la forêt             |
| Cratère d'impact | Cratère d'impact : liste de cratères sur Vénus     | Personnalités célèbres féminines ou prénoms usuels féminins |
| Corona           | Formation circulaire : liste de coronae sur Vénus  | Déesses de la terre et de la fertilité                      |
| Dorsum           | Crête montagneuse                                  | Déesses des cieux                                           |
| Farrum           | Formation en crêpe                                 | Déesses des eaux                                            |
| Fluctus          | Écoulement                                         | Déesses liées au volcanisme                                 |
| Fossa            | Fossé                                              | Déesses liées à la guerre                                   |
| Linea            | Marque allongée                                    | Déesses liées à la guerre ou au ciel                        |
| Mons             | Montagne : liste des montagnes de la planète Vénus | Déesses de diverses mythologies, sauf les Maxwell Montes    |
| Patera           | Édifice volcanique ou cratère d'impact classique   | Femmes célèbres                                             |
| Planitia         | Surface plate                                      | Héroïnes ou déesses mythiques                               |
| Planum           | Surface plate                                      | Déesse indienne de l'amour et de la guerre                  |
| Regio            | Région d’albédo homogène                           | Titanes ou géantes, sauf exceptions                         |
| Rupes            | Rocher ou falaise                                  | Déesses du feu                                              |
| Terra            | Terre : liste de terrae sur Vénus                  | Déesses de l'amour                                          |
| tessera          | Tablette                                           | Déesses de la chance ou de la destinée                      |
| Tholus           | Dôme                                               | Déesses                                                     |
| Undae            | Dunes                                              | Déesses du désert                                           |
| Vallis           | Vallée                                             | Déesses liées à Vénus ou aux rivières                       |

## Volcanisme et activité tectonique

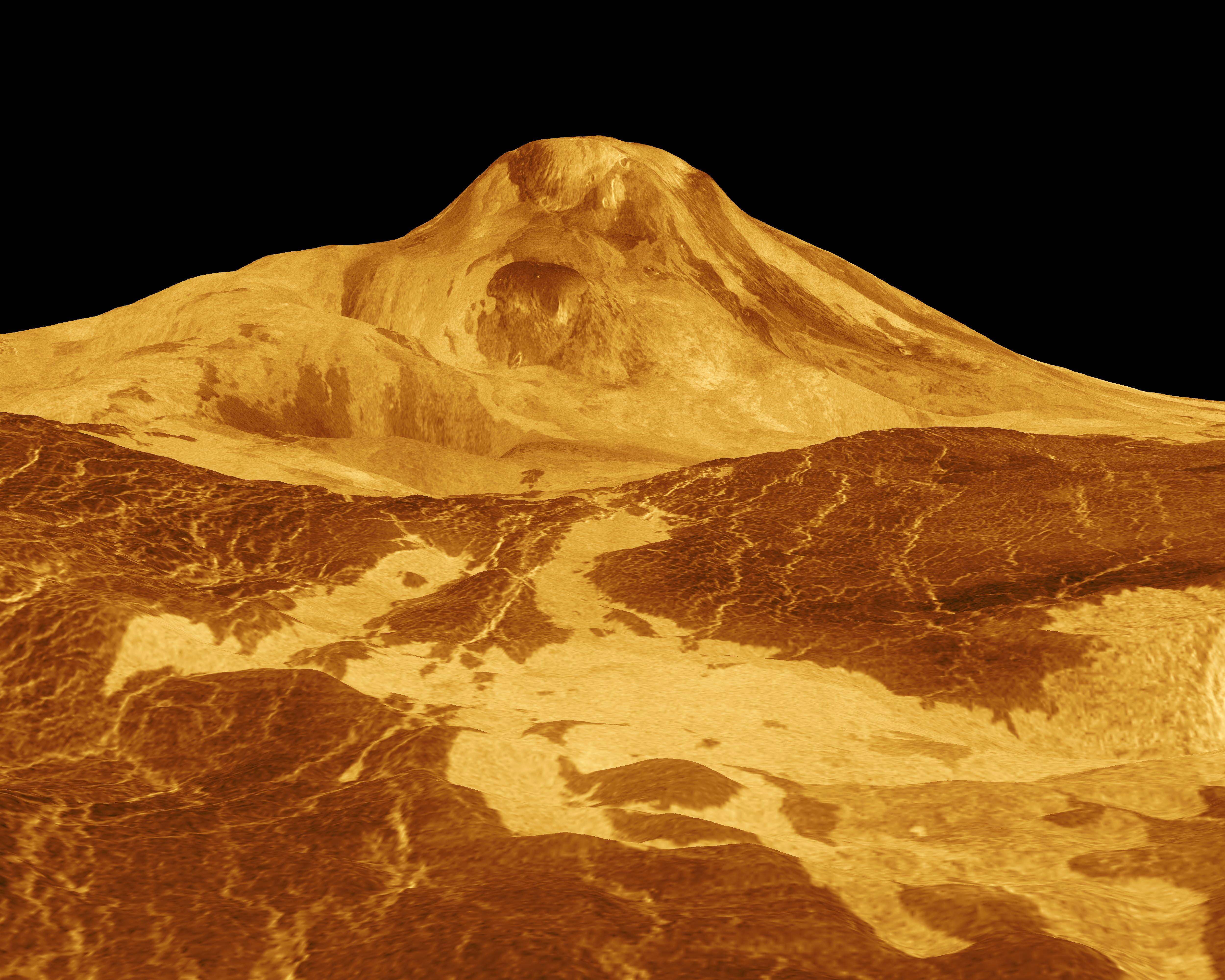
Le volcan Maat Mons, haut de 8 km. Reconstitution en trois dimensions du Maat Mons à partir des données radar et altimétrique de la sonde Magellan. L'amplitude des reliefs est exagérée 22,5 fois.

La surface de Vénus est dominée par un intense volcanisme et produit plus de volcans que les autres planètes du système solaire. Elle a une surface composée à 90 % de basalte, et environ 80 % de la planète est constitué d'une mosaïque de roches volcaniques et de plaines de lave, indiquant que le volcanisme a joué un rôle majeur dans l'élaboration de sa surface. Les scientifiques pensent que la planète a dû connaitre un grand évènement de resurfaçage (renouvellement quasi complet de sa surface) il y a environ 300 ou 500 millions d'années, d'après la densité des cratères d'impact sur la surface. Même s'il y a plus de 1 600 principaux volcans sur Vénus, aucun n'est connu pour être en éruption à l'heure actuelle et la plupart sont probablement depuis longtemps éteints. Toutefois, les radars de la sonde Magellan ont révélé des preuves d'une relative activité volcanique récente sur Vénus. Le plus haut volcan de la planète est le Maat Mons.
Bien que de nombreux faits suggèrent que Vénus soit susceptible d'avoir une activité volcanique aujourd'hui, aucune éruption du Maat Mons n'a été confirmée. En avril 2010, Suzanne E. Smrekar a annoncé la découverte de trois volcans en activité, ce qui suggère que Vénus a régulièrement refait sa surface par des coulées de lave. L'absence de tectonique des plaques suggère que la chaleur s'accumule périodiquement sous la croûte. Lorsque la pression devient trop forte, toutes les quelques centaines de millions d'années, la planète entre en éruption généralisée, libérant d'énormes quantités de lave, entrainant alors le renouvellement de la surface,. 

Diagramme de la structure interne hypothétique

## Champ magnétique et structure interne
La croûte de Vénus semble être de 50 km d'épaisseur, composée de roches silicatées. Son manteau est d'environ 3000 km d'épaisseur, mais sa composition est inconnue. Puisque Vénus est une planète tellurique, on présume qu'elle a un noyau semi-solide de fer et nickel de rayon d'environ 3000 km.
Les données de Pioneer Venus Orbiter indiquent que Vénus n'a pas de champ magnétique significatif. Le champ magnétique d'une planète est produit par une dynamo dans son noyau. Une dynamo nécessite un liquide conducteur, la rotation et la convection. On pense que Vénus a un noyau électriquement conducteur, et bien que sa période de rotation soit très longue (243,7 jours terrestres), les simulations montrent que c'est suffisant pour produire une dynamo. Cela implique que Vénus n'a pas de convection dans le noyau. La convection se produit quand il y a une grande différence de température entre la partie intérieure et extérieure du noyau, mais puisque Vénus n'a pas de tectonique des plaques pour laisser échapper la chaleur, il est possible qu'elle n'ait pas de noyau interne ou que son noyau ne soit pas présentement en refroidissement.

## Cratères

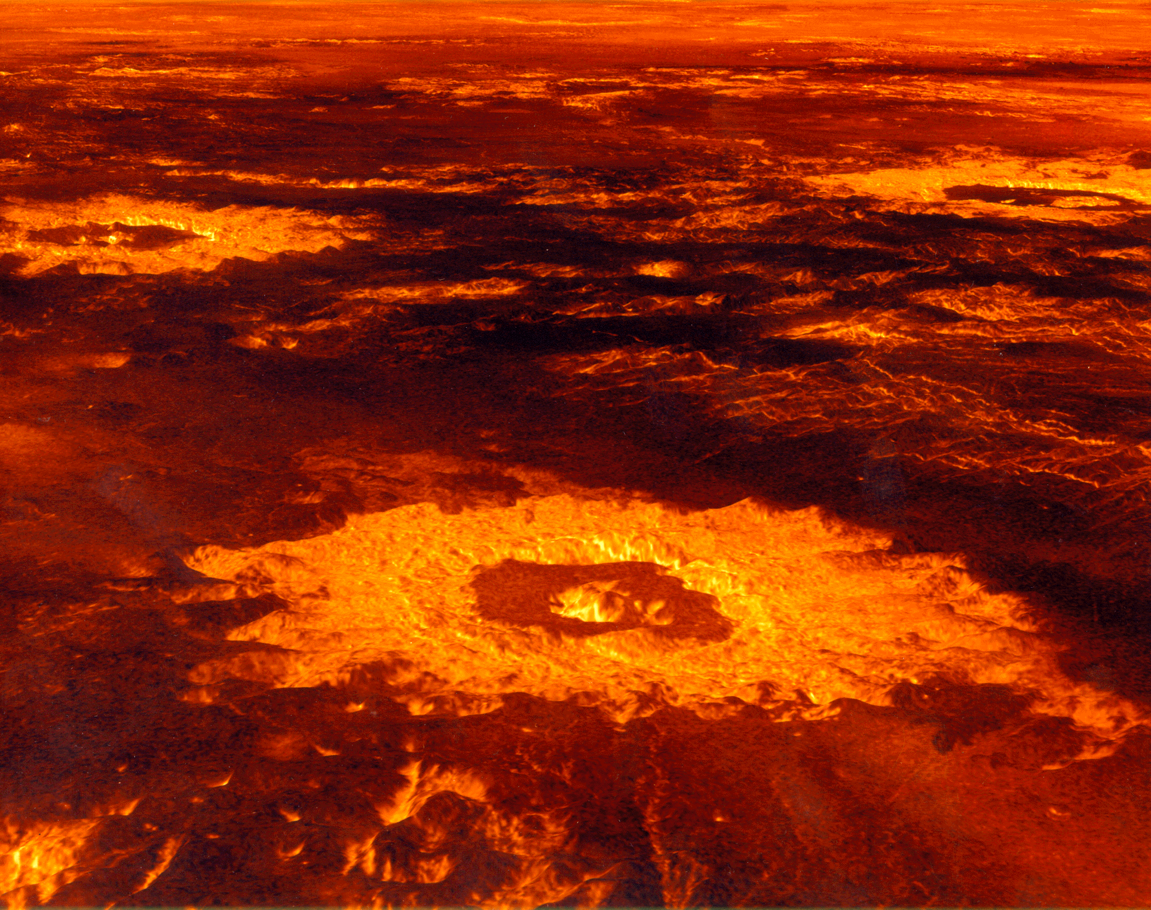
Image générée par ordinateur du « crater farm » sur Vénus

La morphologie des cratères de Vénus diffère de ceux des autres planètes. Du fait de son atmosphère épaisse, il se peut que les météores aient tendance à exploser ou se désagréger en y pénétrant, les plus petits objets ne pouvant ainsi pas atteindre le sol. Leur répartition est uniforme sur la surface de la planète et la plupart des cratères ont été créés sur deux périodes distinctes, celle du grand bombardement et une autre période plus récente de bombardement d'astéroïdes et de comètes.
Lors de la période du grand bombardement tardif, où la plupart des cratères de Mercure et de la Lune se sont formés, il est probable que Vénus ait aussi été percutée, mais le peu de traces d'impact montre que le sol vénusien s'est renouvelé, processus qui s'est interrompu il y a peu de temps, il y a approximativement 500 millions d'années,.
Les cratères vénusiens possèdent pour la plupart un nom féminin ou celui d'une personnalité célèbre féminine ; par convention, les cratères d'un diamètre supérieur à 20 km sont nommés d'après des femmes célèbres ayant contribué de manière notable à leur domaine, les cratères d'un diamètre inférieur à 20 km sont nommés par des prénoms usuels féminins dans de multiples langues.

### Ressources en ligne
- Grayzeck, Ed (2004). Venus Fact Sheet. NASA. Retrieved July 11, 2005.
- US Geological Survey, "« Gazetteer of Planetary Nomenclature (Venus) » (consulté le 20130318)". Retrieved July 13, 2005
- Vita-Finzi, C., Howarth, R.J., Tapper, S., and Robinson, C. (2004) "Venusian Craters and the Origin of Coronae" Lunar and Planetary Science XXXV
- (en) D. J. Stevenson, Planetary magnetic fields, Earth and Planetary Science Letters 208, 1-11, 2003.
- Stofan, E.R., Hamilton, V.E., Janes, D.M., and Smrekar, S.E. (1997) "Coronae on Venus: Morphology and Origin" Venus II Bougher et al., eds., University of Arizona Press, Tucson, 1997

### Publications
- The Face of Venus. The Magellan Radar Mapping Mission, by Ladislav E. Roth and Stephen D. Wall. NASA Special Publication, Washington, D.C. June 1995 (SP-520).

### Livres
- Surface Modification on Venus as Inferred from Magellan Observations on Plains, by R. E. Ardvison, R. Greeley, M. C. Malin, R. S. Saunders, N. R. Izenberg, J. J. Plaut, E. R. Stofan, and M. K. Shepard. Geophisics Research 97, 13.303. (1992)
- The Magellan Imaging Radar Mission to Venus, by W. T. K. Johnson. Proc. IEEE 79, 777. (1991)
- Planetary Landscapes, 3rd Edition, by R. Greeley. Chapman & Hall. (1994)